# Fitchie Bay
Die Fitchie Bay ist eine Bucht an der Südostküste von Laurie Island im Archipel der Südlichen Orkneyinseln. Sie liegt zwischen Kap Dundas und Kap Whitson.
Kartiert wurde sie bei der Scottish National Antarctic Expedition (1902–1904) unter der Leitung des schottischen Polarforschers William Speirs Bruce. Bruce benannte die Bucht nach John Fitchie (* 1848), Erster Maat auf dem Schiff Scotia bei dieser Forschungsreise.